# Memorial to the Engine Room Heroes of the Titanic
 (avril 2024).
Si vous disposez d'ouvrages ou d'articles de référence ou si vous connaissez des sites web de qualité traitant du thème abordé ici, merci de compléter l'article en donnant les références utiles à sa vérifiabilité et en les liant à la section « Notes et références ».
Cet article concerne le mémorial de Liverpool. Pour le mémorial de Southampton, voir Titanic Engineers' Memorial.
Le Memorial to the Engine Room Heroes of the « Titanic » (« Mémorial aux héros de salle des machines du Titanic ») est un mémorial dédié aux opérateurs qui sont restés à leur poste en salle des machines pendant le naufrage du Titanic.
Il est situé sur la St. Nicholas Place de Pier Head, à Liverpool, en Angleterre. Le RMS Titanic était propriété par la White Star Line qui a été fondée à Liverpool en 1840.
Le monument de granite a été conçu par Goscombe John et construit vers 1916.